# 利科夫里西-派夫基
利科夫里西-派夫基（希臘語：Λυκόβρυση-Πεύκη）是希腊阿提卡大區北雅典专区的市镇，位于雅典都会区的北部，行政中心为派夫基镇。市镇面积为4.126平方公里，2021年人口数量为30,998人。
该市镇设立于2011年的地方政府改革中，由原两个市镇（利科夫里西和派夫基）合并而成，原市镇则成为此市镇的市区。